# Teatro dei Fiorentini
Das Teatro dei Fiorentini war vom 17. bis ins 19. Jahrhundert eines der renommierten neapolitanischen Operntheater.

## Geschichte
Das Theater wurde 1618 gegründet und erhielt seinen Namen von der nahe gelegenen Kirche San Giovanni dei Fiorentini. Im 17. Jahrhundert wurden nur Theaterstücke gespielt. 1706 beschlossen einige Adlige angesichts des mäßigen Zuspruchs (zu dieser Zeit wurden kleinere spanische Komödien aufgeführt), das Theater in ein Opernhaus umzuwandeln. Erster Direktor wurde der Librettist Nicola Serino.
Das Theater entwickelte sich schnell zu einem der großen neapolitanischen Opernhäuser, in denen Intermezzi und komische Opern der größten neapolitanischen Komponisten der Zeit uraufgeführt wurden. Trotz eines verheerenden Brandes, der das Haus am 17. Januar 1711 nach der Darbietung von La Cianna zerstörte, wurde das Theater wieder aufgebaut und 1713 wiedereröffnet.
1747 wurde das Theater von dem Theaterautor und Librettisten Pietro Trinchera (1707–1755) geleitet, doch seine Direktion endete bereits 1755, als das Theater Bankrott anmelden musste. Von 1773 bis 1779 wurde das Theater nach Plänen des Architekten Francesco Scarola, ein Schüler von Ferdinando Fuga, restauriert und erweitert.
Ab 1840 wurde das Theater von der Compagnia Prepiani, Monti e Alberti betrieben. Eine der ersten Aufführungen war La valle del torrente mit dem damaligen Opernstar Cesare Asti in der Hauptrolle. Der Schauspieler Tommaso Salvini übernahm 1845 für nur kurze Zeit die Leitung. 1860 begann die Direktion von Adamo Alberti.
1941 wurde das Theater durch einen Bombenangriff schwer beschädigt. In den fünfziger Jahren wurde der Abriss im Zuge der Bauarbeiten im neuen Carità-Viertels abgeschlossen. Das war das Ende des ältesten Theaters Neapels. Das Gebäude diente zeitweilig als Kino, später wurde es eine Bingohalle.

## Uraufführungen

### 1706–1719
- Tommaso de Mauro: L’Ergasto (1706)
- Domenico Sarro: Candaule re di Lidia (1706)
- Giuseppe Porsile: Il ritorno di Ulisse alla patria (1707)
- Domenico Sarro: Amore fra gli impossibili (1707)
- Michelangelo Faggioli: La Cilla (1707)
- Francesco Mancini: Turno Aricino (1708)
- Tommaso de Mauro: Lo Spellecchia (1709)
- Antonio Orefice: Patrò Calienno de la Costa (1709)
- Giuseppe Vignola: La Rosmene, oder L’infedeltà fedele (1709)
- Antonio Orefice: Patrò Calienno de la Costa (1709)
- Giuseppe Vignola: Teodora Augusta (1706)
- Antonio Orefice: La Camilla (1710)
- Nicola Fago: Le fenzejune abbendurate (1710)
- Benedetto Riccio: Ll’alloggiamentare (1710)
- Nicola Fago: La Cassandra indovina (1711)
- Nicola Fago: La Cianna (1711)
- Michele de Falco: Lo Masiello (1712)
- Domenico Sarro: I gemelli rivalli (1713)
- Nicola Antonio Porpora: Basilio re d’oriente (1713)
- Domenico Sarro: Spilleta e Frullo (1713)
- Antonio Orefice: Circe delusa (1713)
- Carlo Ignazio Monza: Sidonio (1714)
- Giovanni Veneziano: Patrò Tonno d’Isca (1714)
- Giovanni Veneziano: Lo mbruoglio de li nomme aleas Le Doje pope (1714)
- Giovanni Veneziano: Lo Pippo (1715)
- Antonio Orefice: Lo finto Armeneo (1717)
- Michele Falco: Lo mbruoglio d’ammore (1717)
- Antonio Orefice: Le finte zingare (1717)
- Antonio Orefice: La fenta pazza co la fenta malata (1718)
- Antonio Orefice: Il gemino amore (1718)
- Alessandro Scarlatti: Il trionfo dell’onore (1718)
- Gianpaolo di Domenico: Lisa pontegliosa (1719)
- Leonardo Vinci: Lo cecato fauzo (1719)
- Francesco Feo: La forza della virtù (1719)
- Leonardo Vinci: Le ddoie lettere (1719)

### 1720–1739
- Leonardo Vinci: Lo scassone (1720)
- Michele Falco: Lo castiello saccheiato (1720)
- Leonardo Vinci: Lo scagno (1720)
- Leonardo Vinci: Lo castiello saccheato (1720)
- Leonardo Vinci: Lo barone de Trocchia (1721)
- Antonio Orefice: Chi la dura la vince (1721)
- Leonardo Vinci: Don Ciccio (1721)
- Ignazio Prota: La finta fattucchiera (1721)
- Leonardo Vinci: Li zite ’ngalera (1722)
- Gianpaolo di Domenico: Li stravestimiente affortunate (1722)
- Leonardo Vinci: La festa di Bacco (1722)
- Michele Falco: Le pazzie d’ammore (1723)
- Leonardo Vinci: Lo labborinto (1723)
- Antonio Orefice: La Locinna (1723)
- Leonardo Leo: La ’mpeca scoperta (1723)
- Leonardo Leo: L’ammore fedele (1724)
- Giampaolo di Domenico: Lo schiavo d’amore (1724)
- Leonardo Leo: Lo pazzo apposta (1724)
- Leonardo Leo: Le fente zingare (1724)
- Francesco Corradini: Lo ’ngiegno de le femmine (1724)
- Riccardo Broschi: La vecchia sorda (1725)
- Giuseppe de Majo: Lo finto laccheo (1725)
- Pietro Auletta: La Carlotta (1726)
- Leonardo Leo: La donna violante (1726)
- Giuseppe de Majo: Lo vecchio avaro (1727)
- Leonardo Leo: Lo matrimonio annascuso (1727)
- Antonio Orefice: L’annore resarciuto (1727)
- Michele Caballone und Costantino Roberto: La cantarina (1728)
- Michele Caballone: La Ciulla o puro Chi ha freuma arriva a tutta (1728)
- Michele Caballone: La fenta schiava (1728)
- Michele Caballone: Ammore vò speranza (1729)
- Cristoforo Manna: Lo trionfo d’ammore o pure chi dura vence (1729)
- Francesco Araja: Lo matremmonejo pe’ mennetta (1729)
- Giuseppe de Majo: La baronessa ovvero Gli equivoci (1729)
- Giuseppe Sellitto: Oronte, ovvero Il custode di se stesso (1730)
- Nicola Pisano: La Rina (1731)
- Pietro Pulli: Li zitelle de lo vòmmero (1731)
- Gaetano Latilla: Li marite a forza (1732)
- Giovanni Battista Pergolesi: Lo frate ’nnamorato (1732)
- Giovan Gualberto Brunetti: Amore imbratta il senno (1733)
- Nicola Conti: L’Ippolita (1733)
- Gaetano Latilla: L’Ottavio (1733)
- Pietro Pulli: La marina de Chiaja (1734)
- Antonio Aurisicchio: Chi dell’altrui si veste presto si spoglia (1734)
- Gaetano Latilla: Gl’Ingannati (1734)
- Domenico Sarro: Gli amanti generosi (1735)
- Giuseppe Sellitto: Il finto pazzo per amore (1735)
- Gaetano Latilla: Angelica ed Orlando (1735)
- Leonardo Leo: Onore vince amore (1736)
- Giuseppe Sellitto: I due baroni (1736)
- Domenico Sarro: La Rosaure (1736)
- Leonardo Leo: L’amico traditore (1737)
- Vincenzo Legrenzio Ciampi: Da un disordine nasce un ordine (1737)
- Gaetano Latilla: Gismondo (1737)
- Leonardo Leo: Il conte (1738)
- Niccolò Jommelli: Odoardo (1738)
- Nicola Bonifacio Logroscino: Inganno per inganno (1738)
- Pietro Auletta: L’amor costante (1739)
- Gioacchino Cocchi: La matilde (1739)
- Giovan Gualberto Brunetti: Ortensio (1739)
- Nicola Antonio Porpora: L’amico fedele (1739)

### 1740–1759
- Leonardo Leo: L’Alidoro (1740)
- Domènech Terradellas: Gl’intrichi delle cantarine (1740)
- Pietro Auletta: L’impostore (1740)
- Leonardo Leo: L’Alessandro (1741)
- Nicola Bonifacio Logroscino: Amore ed Amistade (1742)
- Vincenzo Legrenzio Ciampi und Nicola Bonifacio Logroscino: La Lionora (1742)
- Gaetano Latilla: La vendetta generosa (1742)
- Nicola Bonifacio Logroscino: Il Riccardo (1743)
- Girolamo Abos: Il geloso (1743)
- Vincenzo Legrenzio Ciampi: L’Arminio (1744)
- Leonardo Leo: La fedeltà odiata (1744)
- Gioacchino Cocchi: L’Elisa (1744)
- Vincenzo Legrenzio Ciampi: L’amore ingegnoso (1745)
- Matteo Capranica: L’Eugenia (1745)
- Gioacchino Cocchi: L’Irene (1745)
- Girolamo Abos: La moglie gelosa (1745)
- Nicola Conforto: La finta vedova (1746)
- Nicola Conforto: L’amor costante (1747)
- Giuseppe Sellitto: Gl’inganni fortunati (1747)
- Gregorio Sciroli: Capitan Giancocozza (1747)
- Matteo Capranica: L’Emilia (1747)
- Geronimo Cordella: La Faustina (1747)
- Niccolò Jommelli: L’amore in maschera (1748)
- Gioacchino Cocchi: La serva bacchettona (1749)
- Gioacchino Cocchi und Pasquale Errichelli: Il finto turco (1749)
- Gaetano Latilla: La Celia (1749)
- Antonio Corbisiero: Il mercante innamorato (1750)
- Giuseppe Sellitto: L’amor comico (1750)
- Gioacchino Cocchi: La Gismonda (1750)
- Giuseppe Sellitto: Donna Laura Pellecchia (1750)
- Gaetano Latilla: La Maestra (1751)
- Antonio Palella: Il geloso (1751)
- Nicola Conforto: Gli inganni per amore (1752)
- Tommaso Traetta: La Costanza (1752)
- Domenico Fischietti: Il pazzo per amore (1752)
- Nicola Bonifacio Logroscino: La Griselda (1752)
- Matteo Capranica: La schiava amante (1753)
- Gioacchino Cocchi und Pasquale Errichelli: La serva astuta (1753)
- Matteo Capranica und Nicola Conti: L’Olindo (1753)
- Nicola Conforto: La commediante (1754)
- Niccolò Piccinni: Le donne dispettose (1754)
- Nicola Conforto: La finta contessina (1754)
- Giacomo Tritto: Le nozze contrastate (1754)
- Niccolò Piccinni: Le gelosie (1755)
- Giuseppe Sellitto: L’amore alla moda (1755)
- Tommaso Traetta: L’incredulo (1755)
- Giuseppe Scarlatti: La madamigella (1755)
- Nicola Bonifacio Logroscino: Le finte magie (1756)
- Giacomo Insanguine: Lo funnaco revotato (1756)
- Gregorio Sciroli: La Zita correvata (1756)
- Pietro Alessandro Guglielmi: Lo solachianello ’mbroglione (1757)
- Gregorio Sciroli: La marina di Chiaia (1757)
- Giuseppe Sellitto: Lo barone Senerchia (1757)
- Giacomo Insanguine: La Matilde generosa (1757)
- Pietro Alessandro Guglielmi: Il filosofo burlato (1758)
- Antonio Sacchini: Olimpia tradita (1758)
- Pietro Alessandro Guglielmi: I capricci di una vedova (1759)
- Pietro Alessandro Guglielmi: La moglie imperiosa (1759)

### 1760–1779
- Niccolò Piccinni: L’Origille (1760)
- Niccolò Piccinni: La canterina (1760)
- Niccolò Piccinni und Nicola Bonifacio Logroscino: La furba burlata (1760)
- Nicola Bonifacio Logroscino: La fante di buon gusto (1760)
- Niccolò Piccinni: Le beffe giovevoli (1760)
- Pietro Alessandro Guglielmi: Il finto cieco (1761)
- Niccolò Piccinni: Lo stravagante (1761)
- Antonio Sacchini: Il curioso imprudente (1761)
- Niccolò Piccinni: L’astuto balordo (1761)
- Pietro Alessandro Guglielmi: La donna di tutti i caratteri (1762)
- Antonio Sacchini: I due bari (1762)
- Pietro Alessandro Guglielmi: Don Ambrogio (1762)
- Giuseppe Avossa: La pupilla (1763)
- Pietro Alessandro Guglielmi: La francese brillante (1763)
- Niccolò Piccinni: L’equivoco (1764)
- Giacomo Insanguine: Il nuovo Belisario (1765)
- Niccolò Piccinni: L’orfana insidiata (1765)
- Gennaro Astarita: Il corsaro algerino (1765)
- Pasquale Anfossi und Niccolò Piccinni: La fiammetta generosa (1766)
- Giovanni Paisiello: Le ’mbroglie de le Bajasse (1767)
- Niccolò Piccinni: La finta baronessa (1767)
- Niccolò Piccinni: La direttrice prudente (1767)
- Niccolò Piccinni: I Napoletani in America (1768)
- Giacomo Insanguine: L’osteria di Marechiaro (1768)
- Giovanni Paisiello: La finta maga per vendetta (1768)
- Giovanni Paisiello: L’osteria di Marechiaro (1769)
- Giovanni Paisiello: Don Chisciotte della Mancia (1769)
- Giacomo Insanguine: Pulcinella vendicato del ritorno di Marechiaro (1769)
- Carlo Franchi: La pastorella incognita (1770)
- Niccolò Piccinni: Gelosia per gelosia (1770)
- Giacomo Insanguine: La dama bizzarra (1770)
- Niccolò Piccinni: La donna di bell’umore (1771)
- Pasquale Fago: Il finto sordo (1771)
- Niccolò Piccinni: La Corsara (1771)
- Niccolò Piccinni: Gli amanti dispersi (1772)
- Pasquale Anfossi: L’amante confuso (1772)
- Niccolò Piccinni: Le trame zingaresche (1772)
- Domenico Cimarosa: Le stravaganze del conte (1772)
- Gaetano Latilla: Gl’inganni amorosi (1774)
- Gaetano Latilla: Il maritato fra le disgrazie (1774)
- Niccolò Piccinni: Gli amanti mascherati (1774)
- Niccolò Piccinni: L’ignorante astuto (1775)
- Niccolò Piccinni: Enea in Cuma (1775)
- Niccolò Piccinni: I viaggiatori (1775)
- Pietro Alessandro Guglielmi: Il matrimonio in contrasto (1776)
- Domenico Cimarosa: Il fanatico per gli antichi romani (1777)
- Giacomo Insanguine: Le astuzie per amore (1777)
- Pietro Alessandro Guglielmi: I fuorusciti (1777)
- Domenico Cimarosa: L’Armida immaginaria (1777)
- Domenico Cimarosa: Gli amanti comici (1778)
- Domenico Cimarosa: Le stravaganze d’amore (1778)
- Pietro Alessandro Guglielmi: Il raggiratore di poca fortuna (1779)
- Pietro Alessandro Guglielmi: La villanella ingentilita (1779)

### 1780–1799
- Domenico Cimarosa: I finti nobili (1780)
- Domenico Cimarosa: Il falegname (1780)
- Pietro Alessandro Guglielmi: La dama avventuriera (1780)
- Pietro Alessandro Guglielmi: La serva padrona (1780)
- Pietro Alessandro Guglielmi: Le nozze in commedia (1781)
- Domenico Cimarosa: L’amante combattuto dalle donne di punto (1781)
- Pietro Alessandro Guglielmi: I Mietitori (1781)
- Domenico Cimarosa: La ballerina amante (1782)
- Pietro Alessandro Guglielmi: La semplice ad arte (1782)
- Vincenzo Fabrizi: I tre gobbi rivali (1783)
- Giacomo Tritto: I due gemelli (1783)
- Pietro Alessandro Guglielmi: La Quakera spiritosa (1783)
- Giacomo Tritto: Il convitato di pietra (1783)
- Domenico Cimarosa: Chi dell’altrui si veste presto si spoglia (1783)
- Giuseppe Gazzaniga: La creduta infedele (1783)
- Domenico Cimarosa: L’apparenza inganna o sia La villeggiatura (1784)
- Giacomo Tritto: La scuffiara (1784)
- Pietro Alessandro Guglielmi: I finti amori (1784)
- Pietro Alessandro Guglielmi: La finta zingara (1785)
- Pietro Alessandro Guglielmi: Le sventure fortunate (1785)
- Domenico Cimarosa: Il marito disperato (1785)
- Pietro Alessandro Guglielmi: La virtuosa in Mergellina (1785)
- Giovanni Paisiello: La grotta di Trofonio (1785)
- Giovanni Paisiello: Le gare generose (1786)
- Pietro Alessandro Guglielmi: Le astuzie villane (1786)
- Luigi Caruso: La convulsione (1787)
- Giuseppe Curcio: La convulsione (1787)
- Giovanni Paisiello: La modista raggiratrice (1787)
- Giovanni Paisiello: L’amor contrastato (1788)
- Giacomo Tritto: La scaltra avventuriera (1788)
- Silvestro Palma: La finta matta (1789)
- Giacomo Tritto: La prova reciproca (1789)
- Giovanni Paisiello: Le vane gelosie (1790)
- Pietro Alessandro Guglielmi: La serva innamorata (1790)
- Gaetano Marinelli: Gli accidenti inaspettati (1790)
- Angelo Tarchi: La finta baronessa (1790)
- Pietro Alessandro Guglielmi: Le false apparenze (1791)
- Adamo Marcori: La dispettosa in amore (1791)
- Niccolò Piccinni: La serva onorata (1792)
- Gaetano Marinelli: Lo sposo a forza (1792)
- Niccolò Piccinni: Le trame in maschera (1793)
- Gaetano Andreozzi: Le nozze inaspettate (1793)
- Gaetano Marinelli: I vecchi delusi (1793)
- Domenico Cimarosa: Le astuzie femminili (1794)
- Silvestro Palma: La pietra simpatica (1795)
- Marcos António Portugal: L’inganno poco dura (1796)
- Silvestro Palma: Gli amanti ridicoli (1797)
- Domenico Cimarosa: L’apprensivo raggirato (1798)
- Valentino Fioravanti: Le cantatrici villane (1799)

### Ab 1800
- Pietro Carlo Guglielmi: Gli amanti in cimento (1800)
- Luigi Mosca: L’amore per inganno (1801)
- Pietro Carlo Guglielmi: La fiera (1801)
- Luigi Mosca: Il ritorno impensato (1802)
- Silvestro Palma: Il pallone aerostatico (1802)
- Luigi Capotorti: Le nozze per impegno ovvero L’impegno superato (1802)
- Raffaele Orgitano: Amore ed interesse, ossia L’inferno ad arte (1802)
- Giovanni Prota: Il servo furbo (1803)
- Luigi Mosca: La vendetta feminina (1803)
- Pietro Carlo Guglielmi: Il naufragio fortunato (1804)
- Pietro Carlo Guglielmi: L’equivoco fra gli sposi (1804)
- Luigi Capotorti: Bref il sordo (1805)
- Silvestro Palma: Le seguaci di Diana (1805)
- Pietro Carlo Guglielmi: Amor tutto vince (1805)
- Pietro Carlo Guglielmi: La sposa del Tirolo (1806)
- Pietro Carlo Guglielmi: Amori e gelosie tra congiunti (1807)
- Luigi Mosca: I finti viaggiatori (1807)
- Antonio Brunetti: Il libretto alla moda (1808)
- Silvestro Palma: L’erede senza eredità (1808)
- Silvestro Palma: Lo scavamento (1810)
- Luigi Mosca: Le spose a sorte (1810)
- Silvestro Palma: I furbi amanti (1810)
- Giuseppe Mosca: Gli amori e l’armi (1812)
- Silvestro Palma: Il palazzo delle fate (1812)
- Giacomo Cordella: Una follia (1813)
- Giuseppe Mosca: La diligenza a Joigni o sia Il collaterale (1813)
- Luigi Mosca: L’audacia delusa (1813)
- Silvestro Palma: Le miniere di Polonia (1813)
- Giuseppe Mosca: Don Gregorio imbarazzato (1813)
- Pietro Generali: Eginardo e Lisbetta (1813)
- Johann Simon Mayr: Elena (1814)
- Giacomo Cordella: L’avaro (1814)
- Giuseppe Mosca: Carlotta ed Enrico (1814)
- Luigi Capotorti: Ernesta e Carlino ovvero I due Savoiardi (1815)
- Giacomo Cordella: L’azzardo fortunato (1815)
- André Hippolyte Chelard: La casa da vendere (1815)
- Giovanni Prota: Il cimento felice (1815)
- Michele Carafa: La gelosia corretta (1815)
- Giuseppe Mosca: Il disperato per eccesso di buon cuore ossia Don Desiderio (1816)
- Gioachino Rossini: La gazzetta (1816)
- Johann Simon Mayr: Amor avvocato (1817)
- Vittorio Trento: Emilia di Laverpaut (1817)
- Pietro Carlo Guglielmi: Paolo e Virginia (1817)
- Giovanni Carlo Cosenza: Un traviamento di ragione (1818)
- Giacinto Bianco: Pia dei Tolomei (1836)
- Francesco Gabriello Starace: Nu guaglione ’e mala vita (1886)